# 夏景色
『夏景色』（なつげしき）は、TUBE24作目のオリジナル・アルバム。
2004年7月22日にSony Music Associated Recordsから発売された。　　

## 概要
本作が発売された2004年時点ではソニー・ミュージックエンタテインメントがレーベルゲートCD2（CCCD）を採用しており、本作もレーベルゲートCD2として発売されたが、2005年7月に通常フォーマットのCD-DA仕様で再発された。なお、TUBEのアルバムがレーベルゲートCD2で発売されたのは本作が唯一である。
本作はCD-EXTRA仕様となっており、海の家の振付映像が収録されている。色ものを意識したようで、釣り人に扮した前田がビキニスタイルの水着を釣るシーンがある。
「海の家 振付」が初回盤・通常盤に封入。初回盤にはカレンダーが追加封入。
1曲目の「海の家」はライブでは独自の振り付けにより、TUBEメンバー、観客を共に盛り上げている。
11曲目の「光と影」は奄美大島の蛇皮線（三線）が取り入れられている。TUBEは2010年8月4日放送のNHK「SONGS」に、奄美大島を舞台として出演した。同番組の最後にて奄美市立知根小学校内のガジュマルの樹の下で、同校の児童らとともにこの曲を歌う様子が放送された。また、当アルバムのジャケット写真の一枚はこの樹と当時の児童を被写体として撮影されたものだが、成長した彼らが同番組に登場し、メンバーと再会した。
本作を携え恒例の野外ライブツアー「TUBE LIVE AROUND SPECIAL 2004あー夏祭り」が全国4か所で行われライブの模様は2004年12月8日に発売されたライブDVD 『TUBE LIVE AROUND SPECIAL 2004 あー夏祭り』で観ることができる。

## 収録曲
| 全作曲: 春畑道哉。 |                      |           |            |              |      |
| #                  | タイトル             | 作詞      | 作曲・編曲 | 編曲         | 時間 |
| 1.                 | 「海の家」           | 前田亘輝  | 春畑道哉   | TUBE         | 4:43 |
| 2.                 | 「太陽の兄弟」       | 前田亘輝  | 春畑道哉   | TUBE         | 4:09 |
| 3.                 | 「夏祭り」           | 前田亘輝  | 春畑道哉   | TUBE         | 4:18 |
| 4.                 | 「明日の風」         | 松本玲二  | 春畑道哉   | TUBE         | 4:33 |
| 5.                 | 「月の雫」           | 角野秀行  | 春畑道哉   | 佐藤晶、TUBE | 4:27 |
| 6.                 | 「涙を虹に」         | 前田亘輝  | 春畑道哉   | TUBE         | 4:28 |
| 7.                 | 「プロポーズ」       | 前田亘輝  | 春畑道哉   | TUBE         | 5:23 |
| 8.                 | 「夢の翼ひろげて」   | 前田亘輝  | 春畑道哉   | TUBE         | 5:26 |
| 9.                 | 「みんなのキラキラ」 | 前田亘輝  | 春畑道哉   | TUBE         | 4:19 |
| 10.                | 「月光」             | 前田亘輝  | 春畑道哉   | TUBE         | 4:00 |
| 11.                | 「光と影」           | 前田亘輝  | 春畑道哉   | TUBE         | 4:35 |
| 合計時間:          | 合計時間:            | 合計時間: | 合計時間:  | 50:21        |      |

## タイアップ
涙を虹に
- 43rdシングルの2曲目。 競艇 CMソング。

プロポーズ
- 42ndシングル。フジテレビ系『めざましテレビ』テーマソング。

月光
- 41stシングル。フジテレビ系『めざましテレビ』テーマソング。

## レコーディング参加
- 勝田一樹（DIMENSION：Saxophone (#2.9)
- 佐々木史郎
  - Trumpet (#2.9)
  - Horn Arrangement (#9)
- 澤野博敬
  - Trumpet (#2.9)
  - Horn Arrangement (#2)
- 河合わかば：Trombone (#2.9)
- 玉木正昭：Percussion (#10.11)
- 小野塚晃 (DIMENSION)：Piano (#7)
- 池田大介：Strings Arrangement (#2.7.11)
- TAMA MUSIC：Strings (#2.7.11)
- DJ-Tashi：Turn Table (#1)
- 濱田美和子：Background Vocals (#11)
- KEMUSHI：Background Vocals (#1)
- 高島信二：Background Vocals (#2-8,10)